# Pholcus baoji
Espèce
Pholcus baoji est une espèce d'araignées aranéomorphes de la famille des Pholcidae.

## Distribution
Cette espèce est endémique du Shaanxi en Chine,. Elle se rencontre dans le xian de Long.

## Description
Le mâle holotype mesure 4,96 mm et la femelle paratype 4,75 mm.

## Systématique et taxinomie
Cette espèce a été décrite par Yang, He et Yao en 2024.

## Étymologie
Son nom d'espèce lui a été donné en référence au lieu de sa découverte, Baoji.

## Publication originale
- Yang, He & Yao, 2024 : « Taxonomic study of four closely-related species of the Pholcus yichengicus species group (Araneae, Pholcidae) from China’s Qinling Mountains: an integrated morphological and molecular approach. » Zoosystematics and Evolution, vol. 100, no 1, p. 279-289 (texte intégral).